# AGC 198691
 (juillet 2025).
AGC 198691 est une petite galaxie, possédant la plus faible métallicité connue au moment de sa découverte. Elle a été surnommée Leoncino de par sa localisation à la limite du Petit Lion,. La galaxie apparaît bleue à cause de la présence de nombreuses étoiles brillantes bleues. Une région HII est également présente,,.